# Marianne Lundquist
Ingrid Marianne Lundquist (mai târziu Grane, n. 24 iulie 1931, Stockholm, Suedia – d. 10 aprilie 2020, Stockholm, Suedia) a fost o sportivă suedeză înotătoare, care a câștigat medalia de bronz la proba de 4 × 100 de metri releu la Campionatele Europene de Natație din 1950. Ea a concurat la jocurile olimpice din 1948 și 1952, la evenimentele de 100 m, 400 m și 4 × 100 m, cel mai bun rezultat obținut fiind locul al șaselea la releu în 1952. A murit pe 10 aprilie 2020 din cauza COVID-19, în timpul pandemiei de coronaviroză.